# Teruhisa Komatsu
Teruhisa Komatsu, 1er marquis Komatsu (小松 輝久, Komatsu Teruhisa) (12 août 1888 - 15 novembre 1970) est un amiral de la marine impériale japonaise.
Né sous le nom de Kitashirakawa-no-miya Teruhisa, il est le fils du prince Kitashirakawa Yoshihisa et reçoit le nom de Komatsu en 1910 afin de préserver la lignée familiale qui s'était éteinte en 1908 avec la mort du prince Komatsu Akihito.

## Biographie
Komatsu est diplômé de la 37e promotion de l'académie navale impériale du japon en 1909, sortant classé 26e sur 179 cadets. Il commence sa carrière comme aspirant sur le croiseur Aso et après avoir été nommé enseigne, il sert sur le cuirassé Satsuma.
Devenu sous-lieutenant, Komatsu étudie l'artillerie navale et les torpilles puis sert sur le cuirassé Kawachi en 1912. L'année suivante, il se retire temporairement de la marine pour remplir l'obligation des membres de sa classe sociale de siéger pendant une session de la chambre des pairs. Il sert plus tard sur le croiseur Soya (en) puis sur le croiseur de bataille Kurama (en).
Promu lieutenant le 13 décembre 1915, Komatsu est assigné sur le cuirassé Kongō, et les destroyers Yūgure et Urakaze pour des patrouilles durant la Première Guerre mondiale.
Sorti diplômé de l'école navale impériale du Japon en 1919, Komatsu est promu capitaine de corvette puis sert à divers postes à l'État-major avant de se rendre au Royaume-Uni en 1925 pour étudier pendant deux ans à ses propres frais. Durant cette période, il est promu commandant. De retour au Japon, il reçoit son premier commandement : le destroyer Hokaze (en) du 1er avril au 1er décembre 1927. Il est ensuite commandant en second du croiseur Isuzu en 1929, puis du cuirassé Nagato.
Promu capitaine le 1er décembre 1930, Komatsu commande le mouilleur de mines Itsukushima (en) en 1931, le ravitailleur de sous-marins Jingei (en) en 1932, le croiseur léger Kiso en 1933, et le croiseur lourd Nachi en 1935.
Promu contre-amiral le 1er décembre 1936, Komatsu commande le 1er escadron de sous-marins en 1937 et est commandant de l'école de sous-mariniers de Kure en 1937.
Promu vice-amiral le 15 octobre 1940, Komatsu est commandant du district de garde de Ryojun en 1941 puis commandant-en-chef de la 1re flotte expéditionnaire en Chine à partir du 5 juillet 1941. Au début de la guerre du Pacifique, il est réassigné comme commandant-en-chef de la 6e flotte (sous-marins) du 16 mars 1942 au 21 juin 1943. De juin 1943 à novembre 1944, il est commandant du district naval de Sasebo. Fin 1944, il est commandant de l'académie navale impériale. Il se retire du service en mai 1945.